# تيري هاوكس
تيري هاوكس هي كاتبة سيناريو وممثلة كندية، ولدت في 1958 في كالغاري في كندا.

## وصلات خارجية
- تيري هاوكس على موقع IMDb (الإنجليزية)
- تيري هاوكس على موقع ألو سيني (الفرنسية)
- تيري هاوكس على موقع أول موفي (الإنجليزية)
- تيري هاوكس على موقع قاعدة بيانات الأفلام السويدية (السويدية)
- تيري هاوكس على موقع قاعدة بيانات الفيلم (الإنجليزية)
- تيري هاوكس على موقع كينوبويسك (الروسية)